# Jacques-Laurent Agasse
Jacques-Laurent Agasse, född 24 april 1767, död 27 december 1849, var en schweizisk konstnär. Han målade framför allt djur och landskap.